# Palais de l'Assemblée nationale d'Angola
Le palais de l'Assemblée nationale d'Angola (en portugais : Palácio da Assembleia Nacional de Angola) est un édifice situé à Luanda, la capitale de l'Angola. Il abrite le siège de l'Assemblée nationale, le parlement monocaméral du pays.

## Histoire
La première pierre du bâtiment est posée par le Président de la République le 15 octobre 2009 et la construction commence effectivement le 17 mai 2010. Il est construit par le gouvernement angolais au cours de la période de 2010 à 2015, pour que le nouvel édifice serve de nouveau siège du pouvoir législatif du pays. Le Palais est construit par la société de construction portugaise Teixeira Duarte.
Du 11 novembre 1975 au 10 novembre 2015, la législature angolaise siège au Palais des congrès (pt).

## Galerie

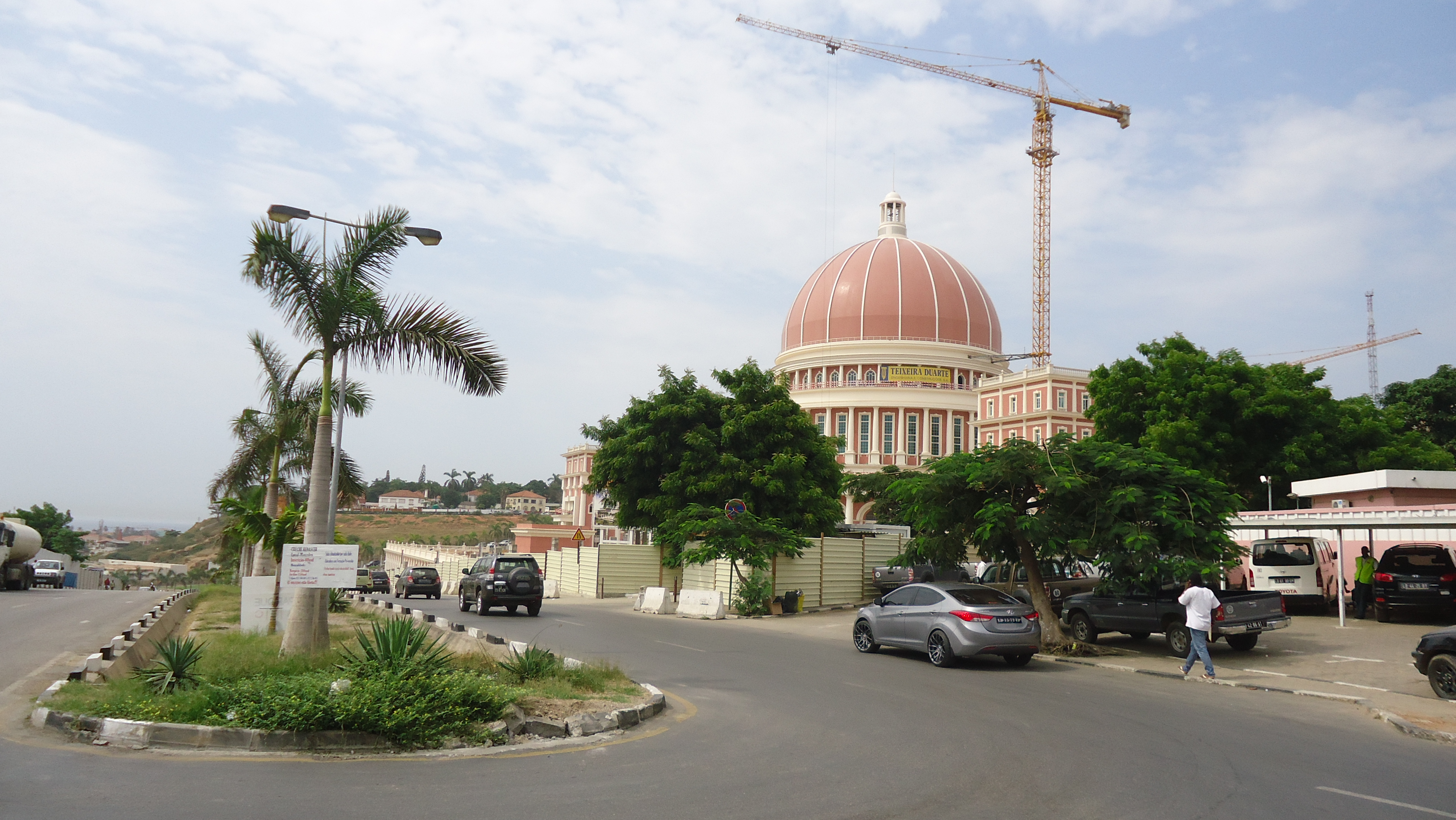
Vue extérieure.
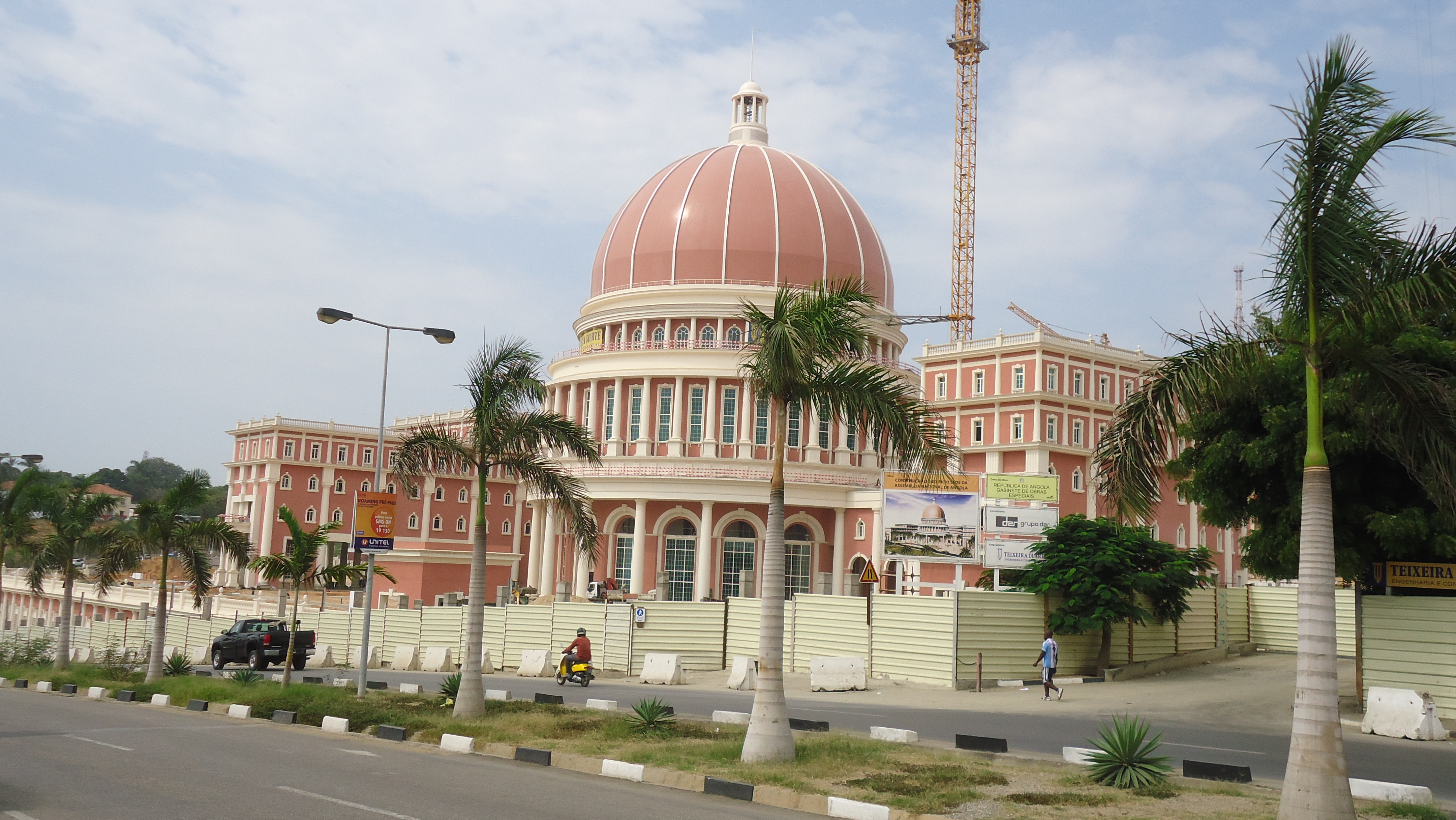
Vue latérale.
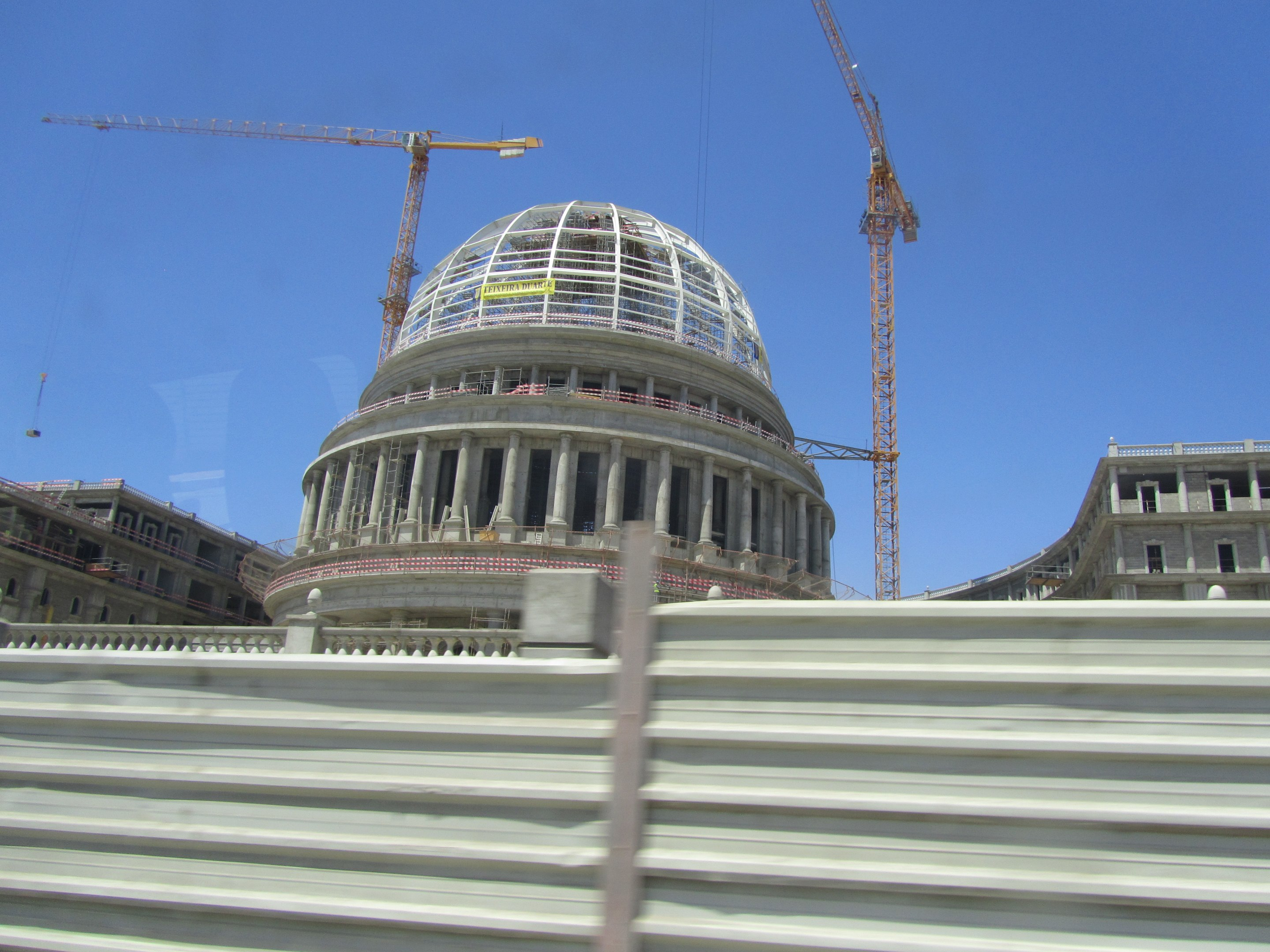
Détail du dôme en construction.